# تولید (کشاورزی)

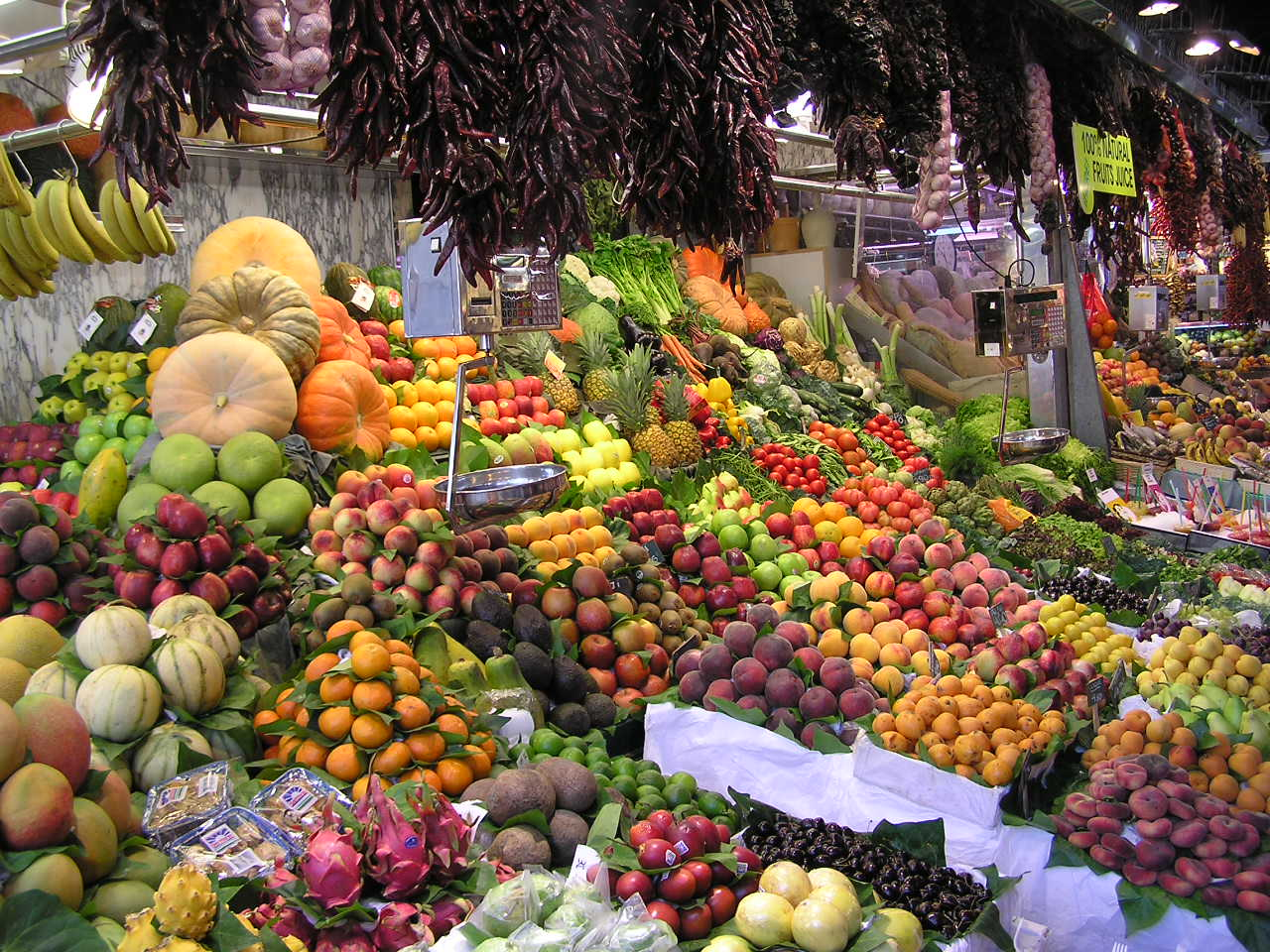
در بازار La Boqueria در بارسلون، اسپانیا به نمایش گذاشته شده‌است

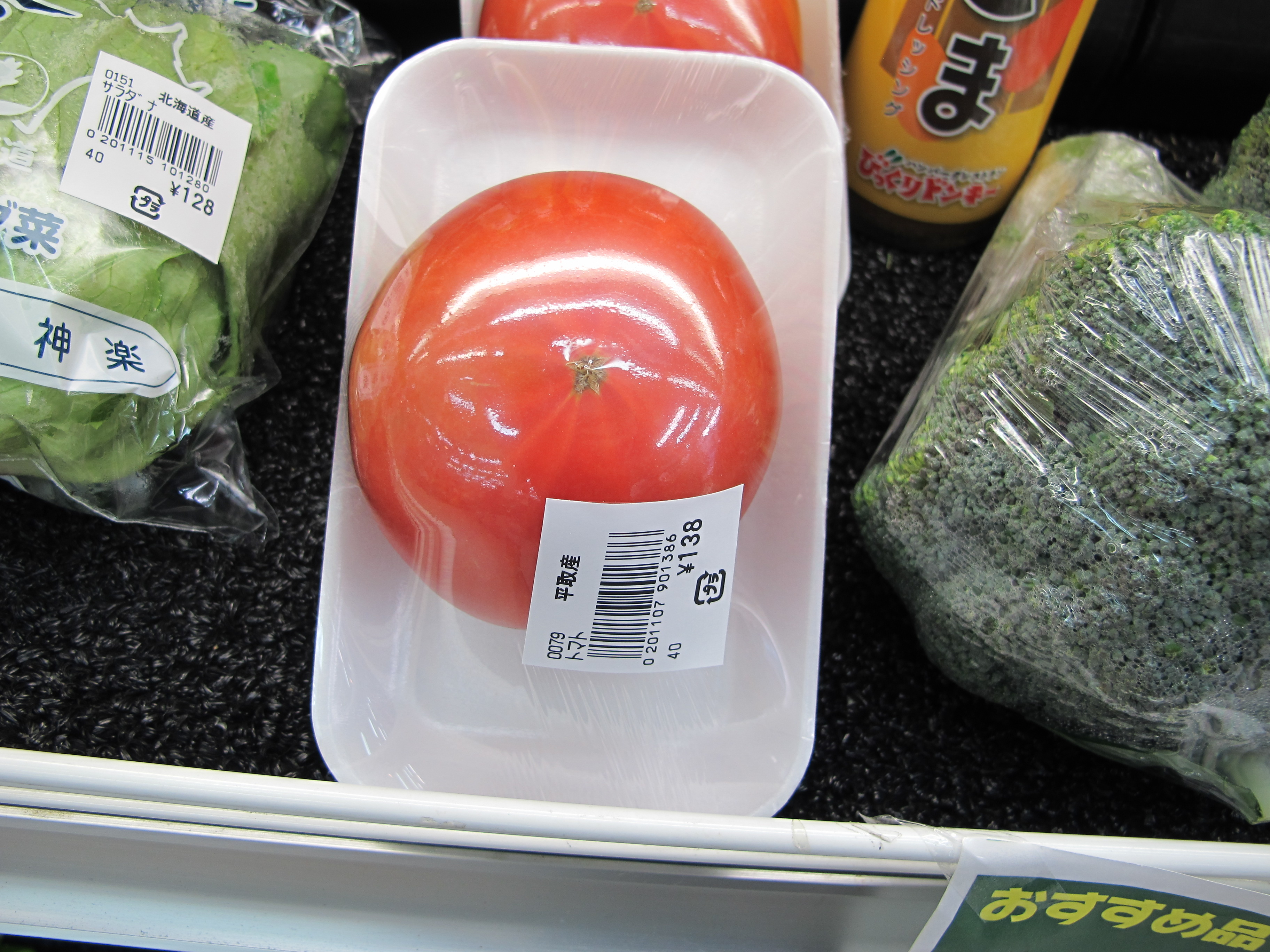
یک گوجه فرنگی در یک سوپرمارکت ژاپنی روی یک سینی پلاستیکی و با یک فیلم کوچک پلاستیکی. بسته‌بندی بیش از حد و غیر ضروری محصولات را می‌توان اضافه بسته‌بندی تلقی کرد.

تولید یک اصطلاح عمومی برای بسیاری از محصولات کشاورزی است، از جمله میوه‌ها و سبزیجات (غلات، جو و غیره نیز گاهی محصول در نظر گرفته می‌شوند). به‌طور خاص تر، اصطلاح تولید اغلب به این معنی است که محصولات تازه هستند و به‌طور کلی در همان حالت محل و زمان برداشت هستند.
در سوپرمارکت‌ها، این اصطلاح برای اشاره به بخشی از فروشگاه که در آن میوه و سبزیجات نگهداری می‌شود نیز استفاده می‌شود. محصول اصلی‌ترین محصول فروخته شده توسط سبزی فروشان (بریتانیا، استرالیا) و بازارهای کشاورزان است. این اصطلاح به‌طور گسترده و معمول در ایالات متحده و کانادا استفاده می‌شود، اما معمولاً در خارج از بخش کشاورزی در سایر کشورهای انگلیسی زبان استفاده نمی‌شود.
در بخش‌هایی از جهان، از جمله ایالات متحده، محصولات با برچسب‌های کوچک حاوی کدهای جستجوی قیمت مشخص می‌شوند. این کدهای چهار یا پنج رقمی یک سیستم استاندارد هستند که به منظور کمک به پرداخت و کنترل موجودی در مکان‌هایی که محصولات فروخته می‌شوند، طراحی شده‌اند.

## ذخیره‌سازی
سبزیجات به‌طور مطلوب بین ۰ تا ۴٫۴ درجه سانتیگراد (۳۲ تا ۴۰ درجه سانتیگراد) ذخیره می‌شوند. درجه F) برای کاهش تنفس. به‌طور کلی، سبزیجات باید در رطوبت بالا (رطوبت نسبی ۸۰ و ۹۵ درصد) نگهداری شوند، اما کدوها (خانواده کدو حلوایی) و پیاز خشک را ترجیح می‌دهند و زمانی که رطوبت زیاد است کپک می‌زنند.

## آلودگی باکتریایی
جوانه‌های خام از جمله محصولاتی هستند که بیشتر در معرض خطر عفونت باکتریایی قرار دارند.
شستشو روشی مؤثر برای کاهش تعداد باکتری‌ها بر روی محصول است و آن را تا حدود ۱۰ درصد از سطح قبلی خود کاهش می‌دهد.
فاضلاب استفاده شده بر روی سبزیجات می‌تواند منبع آلودگی به دلیل آلودگی با مواد مدفوع، سالمونلا یا سایر باکتری‌ها باشد. پس از حذف سالمونلا در جوجه‌های خود توسط دانمارک، توجه به سبزیجات به عنوان منبع بیماری به دلیل آلودگی مدفوع از منابع حیوانی دیگر مانند خوک‌ها معطوف شد.